# Ourisia fragrans
Ourisia fragrans är en grobladsväxtart som beskrevs av Rodolfo Amando Philippi. Ourisia fragrans ingår i släktet Ourisia och familjen grobladsväxter. Inga underarter finns listade i Catalogue of Life.